# Bisdom San Lorenzo

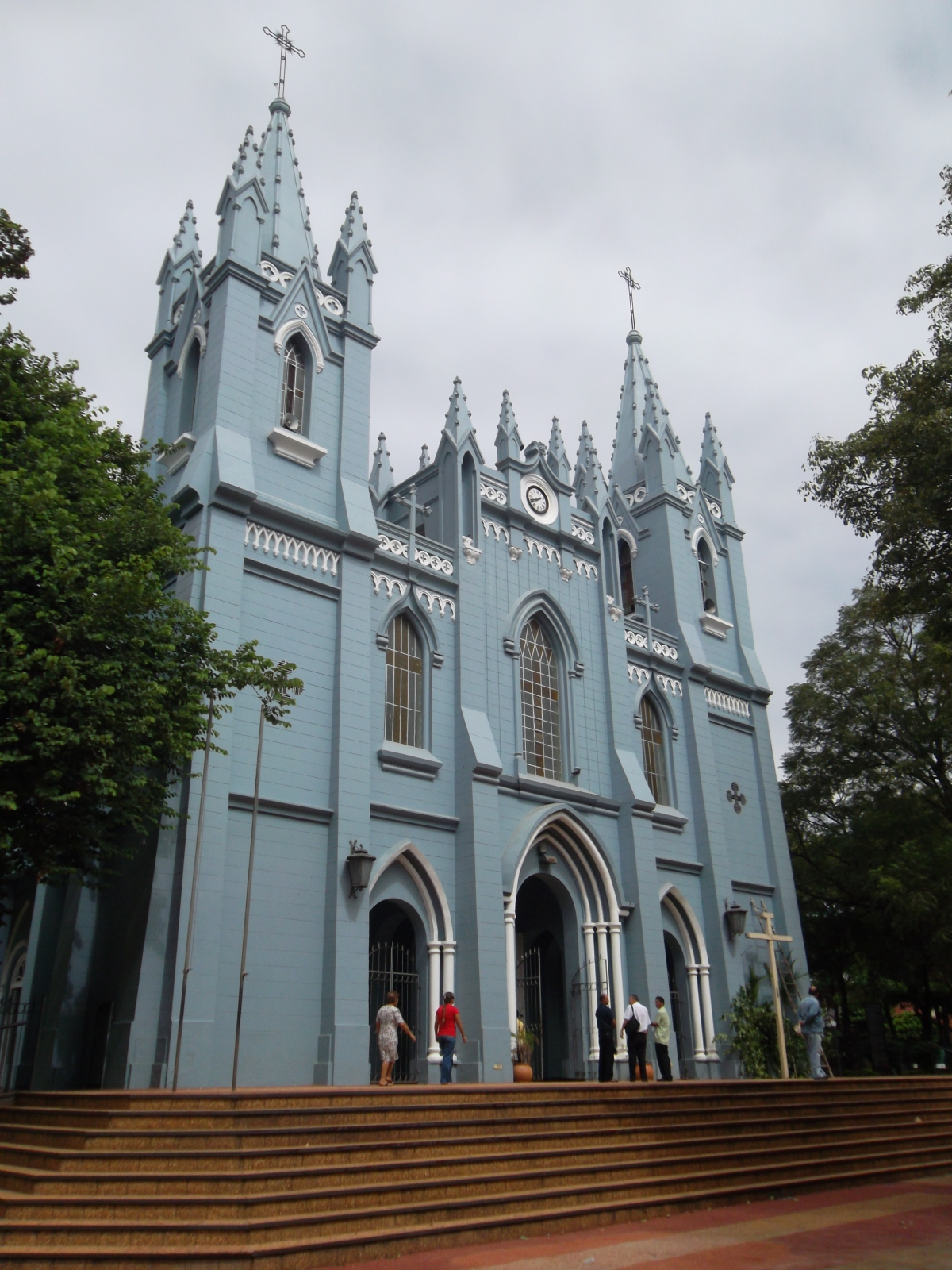
De kathedraal van San Lorenzo

Het bisdom binnen Paraguay

Het bisdom San Lorenzo (Latijn: Dioecesis Sancti Laurentii) is een rooms-katholiek bisdom met als zetel San Lorenzo in Paraguay. Het bisdom is suffragaan aan het aartsbisdom Asunción. Het bisdom werd opgericht in 2000.
In 2020 telde het bisdom 22 parochies. Het bisdom heeft een oppervlakte van 1.944 km² en telde in 2020 900.000 inwoners waarvan 98,8% rooms-katholiek waren. 

## Bisschoppen
- Adalberto Martínez Flores (2000-2007)
- Sebelio Peralta Alvarez (2008-2014)
- Joaquín Hermes Robledo Romero (2015-)

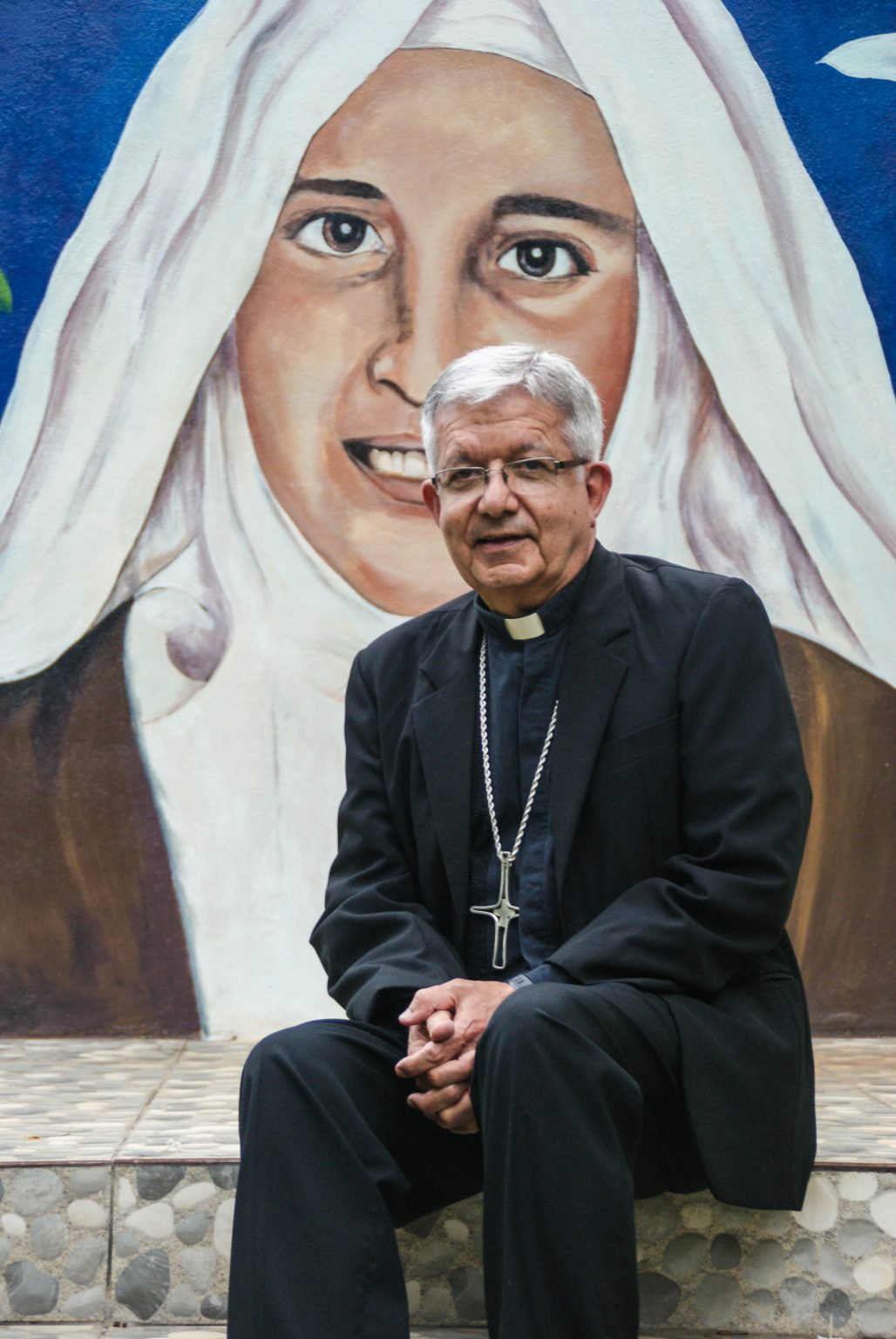
Adalberto Martínez Flores